# 结石

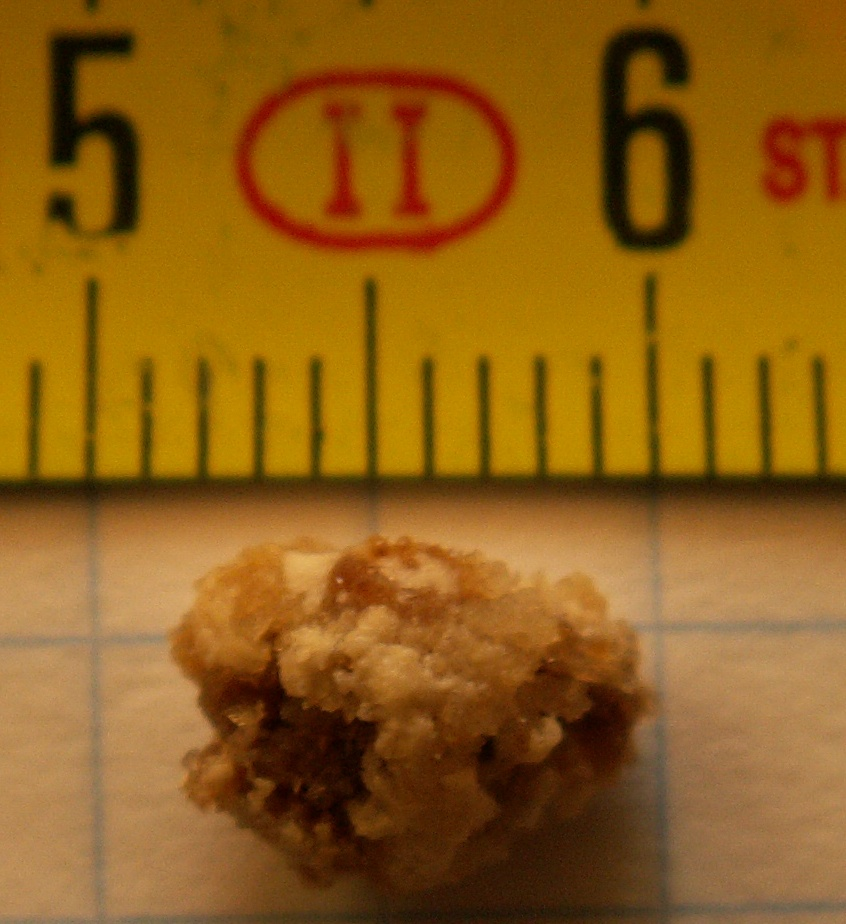
一个8毫米大小的肾结石

结石（calculus，stone，concretion）是人或其他动物在腔状器官或管道内，甚或一些腺体、黏膜中，或牙齿表面，由无机盐（或与有机物一起）形成的固体团块；但由细胞、黏液和脂肪等成分长期堆积形成的类似于结石的颗粒，也泛称结石，如结膜结石。但，胃石是吞食获得的而非内源性生成的，应不属于一种结石。
结石常见者为在胆管或胆囊中形成的胆石（cholelith，gallstone），如胆囊结石、胆管结石、肝内结石；在尿路形成的尿石（urolith），如肾结石、输尿管结石、膀胱结石；另有結膜结石、唾液腺結石等。结石的常见成分为钙盐，如草酸钙、磷酸钙等。
结石病（lithiasis）也常简称结石，特指此病症；结石形成（calculogenesis）则指体内析出并形成此固体物质的过程。

## 治疗
- 截石术（英语：Lithotomy）